# Луканюк Богдан Степанович
Луканю́к Богда́н Степа́нович (12 квітня 1947, м. Коломия, Івано-Франківської області) — український музикознавець, етномузикознавець, організатор науки, педагог.

## Біографія
Народився 12 квітня 1947 року в місті Коломия на Станіславщині (зараз Івано-Франківська область). Виріс в інтелігентній покутській родині. Батько Степан був вчителем скрипки, завучем Коломийської музичної школи. Мати Марія (до шлюбу Арсенич) — закінчила учительську семінарію, певний час працювала в загальноосвітній школі.
У 1962 році розпочав музичні заняття в Коломийській музичній школі, а в 1966 році продовжив навчання в Дрогобицькому музичному училищі по класу скрипки (викладачі — М. Рузічнер, Р. Рубінгер, Т. Ковалик, Я. Сорокер, С. Барам).
Після закінчення училища працював у містечку Турка на Львівщині завучем місцевої музичної школи, викладав гру на скрипці та музично-теоретичні дисципліни (1966—1968).
В 1967 році вступає на теоретико-композиторський факультет Львівської державної консерваторії ім. М. Лисенка, потрапляє в клас професора, доктора мистецтвознавства Стефанії Павлишин. Під її керівництвом захищає дипломну роботу «Принципи тематичного розвитку». Навчаючись в консерваторії, зацікавлюється музичною фольклористикою, на що безпосередньо вплинули його викладачі — Станіслав Людкевич та Володимир Гошовський. Відвідує фольклорну секцію Студентського наукового товариства, керівником якої був Гошовський.
По закінченні консерваторії вступив до аспірантури при Науково-дослідному відділенні Ленінградського інституту театру, музики та кіно (тепер — Російський інститут історії мистецтв у Санкт-Петербурзі). В 1980 році успішно захищає кандидатську дисертацію «Народнопісенний тематизм у творчому стилі Миколи Леонтовича» (наукові керівники — професор, доктор мистецтвознавства Г. Орлов, професор, доктор мистецтвознавства А. Климовіцький).
Від 1976 року працює у Львівській державній консерваторії ім. М. Лисенка (зараз Львівська національна музична академія ім. М. В. Лисенка): спочатку на посаді старшого викладача, з 1986 року — доцента кафедри теорії музики, а з 1997 р. — професора кафедри музичної фольклористики. Важливу роль відіграв у організації етномузикологічної роботи та налагодженні етномузичної педагогіки. З його ініціативи в 1990 році було створено Науково-дослідну лабораторію музичної етнографії, якій в грудні 1992 року надано статус Проблемної науково-дослідної лабораторії музичної етнології (ПНДЛМЕ). З 1996 року є провідним науковим співробітником ПНДЛМЕ. Ця інституція зараз утримує статус одного з найбільших центрів дослідження народної музики в Україні та Центрально-Східній Європі.
У 1990 році став завідувачем новоствореної з його ж ініціативи кафедри історії української музики та фольклористики, а з 1991 по 2017 рік очолював кафедру музичної фольклористики, яка теж була відкрита завдяки професору. В 1992 році заснував етномузикознавче відділення на теоретико-композиторському факультеті — вперше в Україні. Започатковує серію «Конференцій дослідників народної музики червоноруських (галицько-володимирських) і суміжних земель» (1990—1997, 2010, 2017).
У 2006 році започаткував щорічник «Етномузика» — спеціальна серія наукових збірок Львівської національної музичної академії ім. М. В. Лисенка, де представляють свої напрацювання вчені як із України, так і з-за кордону.
Паралельно впродовж 1997—2005 рр. був професором кафедри музичного фольклору Інституту мистецтв Рівненського державного гуманітарного університету.

## Педагогічна діяльність
Тривалий час викладав в консерваторії музично-фольклористичні дисципліни «Музичний фольклор», «Методика польової та транскрипційної роботи», «Аналіз музичних творів» за власно розробленим тематичним планом. В 1992 році розробив спеціальний «Навчальний план для спеціалізації „Етномузикознавство“», до якого входили 15 дисциплін, серед яких і нововведенні предмети «Вступ до етномузикознавства», «Аналіз народномузичних», «Музично-етнографічна транскрипція», «Фольклор народів світу», "Історія етномузикології"та ін. Розробив не лише програми для запланованих курсів, а й розширені програми-конспекти, які суттєво допомагали педагогам-початківцям у плануванні матеріалу та підготовці до лекцій. Серед них «Вступ до етномузикознавства: Програма-конспект» (1995, остання редакція 2006), «Аналіз народномузичних творів: Програма-конспект» (1997, остання редакція 2006), «Музичний фольклор: порівняльне музикознавство: Програма» (1998, острання редакція 2006), «Методика викладання музично-теоретичних дисциплін: Програма-конспект» (2006, остання редакція 2014) та ін..
Запроваджує низку навчально-методичних розробок із музично-фольклористичних дисциплін. В 2008 році пропонує «Концепцію викладання музично-етнографічних дисциплін в системі „школа-училище-виш“», де опирається на напрацювання як української, так і зарубіжної етномузичної педагогіки. Це логічно вибудувана система отримання музично-народознавчої освіти на всіх навчальних рівнях.

## Наукова діяльність. Теоретичні розробки
Опублікував понад сотню наукових праць. Це різного роду розвідки з теорії музичного фольклору, історії етномузикології, етномузичного регіонування, проблем транскрибування, аналізу та типології народних наспівів, питань термінології, текстології, джерелознавства, бібліографії.
Зв'язуючою ланкою між музикознавством та етномузикознавством у науковій діяльності стала кандидатська дисертація вченого, присвячена композиторській творчості Миколи Леонтовича. В ній він максимально наближується до фольклорних першоджерел, проявляє системні навички в аналізі пісенних матеріалів та їх впорядкуванні.
Серед найважливіших теоретичних етномузикологічних напрацювань — публікація «Диференціальний принцип тактування» (1989), яка попри невеликий обсяг, здійснила переворот у своїй галузі. Це нова концепція графічного документування пісенної творчості. У цій роботі вчений декларує необхідність нотувати розмаїту народнопісенну творчість різними способами, зокрема на рівні відображення тактового розміру та синтаксичного впорядкування музичного матеріалу. Для цього, разом з Михайлом Мишаничем, розробив спеціальну систему транскрипційних знаків, якою зараз користуються при нотуванні народної музики.
У 1990 році виходить наукова розробка «Питання методики географічного етномузикознавства й етнографічне регіонування західноукраїнських земель», де запропонував ієрархічний трирівневий поділ етнічних територій, що враховує етнографічний та територіальний. Виділив в межах Західної України 24 області, 8 провінцій та 2 краї.
У статті «Культуро-жанрова концепція С. Людкевича» (1993—1994) запропонував новий погляд на впорядкування усної пісенної творчості, де головними критеріями виступає етнокультурна приналежність пісень, їхня функція та музичний спосіб вираження, а поетичний зміст до уваги не береться.
У 2012 році публікується об'ємний диптих «Думова форма» та «Думовий лад», в якій на основі ретельного налізу кобзарського репертуару визначено головні композиційні елементи творів цього жанру та свого роду канони, на які слід опиратися при їх теоретичному розборі. Пропонує аналізувати твори з позиції модальності, за тетрахордовими системами.
Неодноразово приділяв увагу розробці наукової тематики, пов'язаної з ритмікою пісенної творчості. Підсумком у цьому напрямку стали дві ґрунтовні монографії композитора «Ритмічна варіаційність у пісенному фольклорі» та «Музичний часокількісний ритм».
У книзі «Ритмічна варіаційність» (2016) пропонує цілу систему термінопонять і низку новаторських підходів задля здійснення генеалогічної класифікації типових ритмічних форм народнопісенних творів.
Найновіша робота «Музичний часокількісний ритм» (2017) взагалі перевертає попередні теорії про музичну ритміку. Автор по-новому трактує ритмічні теорії, які розвинулись у період античності та в арабському світі на основі чого проводить паралелі з українською народнопісенною творчістю.

## Основні праці
- Народно-песенный тематизм в творческом стиле Миколы Леонтовича: Дис. … канд. искусствоведения. Ленинград, 1980. 183 с. Машинопись. Министерство культуры РСФСР. Ленинградский государственный институт театра, музыки и кинематографии; научно-исследовательский отдел (автореферат дис. … канд. Исскуствоведения. 18 с.).

- Типові форми музично-етнографічної документації: Методичні рекомендації. Львів, 1981. 24 с. + 6с. дод. Львівська державна консерваторія ім. М. Лисенка.

- Диференціальний принцип тактування // Актуальні питання методики фіксації та транскрипції творів народної музики: Збірник наукових праць / Упорядник Б. Луканюк. Київ, 1989. С. 59-86. Київська державна консерваторія ім. П. І. Чайковського.

- Питання методики географічного етномузикознавства й етнографічне регіонування західноукраїнських земель // Перша конференція дослідників народної музики західноукраїнських земель (Львів, 22-24 березня 1990 р.): Програма і тези наукових повідомлень / Упорядник Б. Луканюк. Львів, 1990. С.6-8 Львівська державна консерваторія ім. М. Лисенка.

- Про тактування творів народної музики: До постановки питання // Друга конференція дослідників народної музики червоноруських (галицько-володимирських земель): Теоретичні студії / Упорядник Б. Луканюк. Львів, 1991. С. 12-19. Вищий державний музичний інститут ім. М. Лисенка у Львові.

- Музично-етнографічна практика: Методичні рекомендації для теоретико-композиторського факультету. Київ, 1995, 22 с. Методичний кабінет навчальних закладів Міністерства культури.

- Пам'ятка студента-практиканта та збирача-почаківця: Методичні рекомендації для студентів спеціальності 7.020205 «Музичне мистецтво» спеціалізації «Викладач, артист, керівник фольклорного ансамблю». Рівне, 2001. 24 с. Інститут мистецтв Рівненського державного гуманітарного університету; кафедра музичного фольклору.

- Народна музика Галичини та Володимирії: Матеріали до нотографії (1790–1950). Львів: Терус, 2001. 68 с. Проблемна науково-дослідна лабораторія музичної етнології Львівської державної музичної академії ім. М. Лисенка.

- Методика викладання музично-етнографічних дисциплін: Програма-конспект // Етномузика. Львів, 2014. Число 10 / Упорядник Б. Луканюк. С. 136—165. Наукові збірки Львівської національної музичної академії ім. М. Лисенка. Вип. 33.

- До історії терміна «етномузикологія» // Етномузика. Львів, 2006. Число 1 / Упорядник Б. Луканюк. С. 9-32. Наукові збірки Львівської державної музичної академії ім. М. Лисенка. Вип. 12.

- Станіслав Людкевич як зачинатель типологічної школи в українському етномузикознавстві // Пам'яті Яреми Якуб'яка (1942—2002) / Упорядник М. Кушнір. Львів, 2007. С. 140—161. Наукові збірки Львівської національної музичної академії ім. М. Лисенка. Вип. 16.

- Концепція викладання музично-етнографічних дисциплін в системі «школа-училище-виш» // Етномузика. Львів, 2009. Число 5 / Упорядники І. Довгалюк, Ю. Рибак. С. 106—158. Наукові збірки Львівської національної музичної академії ім. М. Лисенка. Вип. 22.

- Думова форма//Етномузика. Львів, 2013. Число 9 / Упорядник І. Довгалюк. С. 9-79. Наукові збірки Львівської національної музичної академії ім. М. Лисенка. Вип. 30.

- Думовий лад // Родина Колессів — спадкоємність науково-мистецьких традицій (з нагоди 140-річчя від дня народження академіка Філарета Колесси): Збірник наукових праць та матеріалів / Упор. І. Довгалюк, А. Вовчак. Львів: Львівський національний університет імені Івана Франка, 2013. С. 463—535. Серія «Українська філологія: школи, постаті, проблеми». Вип. 13.

- Ритмічна варіаційність у пісенному фольклорі: Теоретико-методологічне дослідження. Львів, 2016. — 208 с.

- Музичний часокількісний ритм. Львів, 2017.– 304 с.